# مسیر ماجونو
مسیر ماجونو یک شیرینی سنتی ترکی است که مربوط به شهر مانیسا است. نمونه‌های قبلی آن شیرین نبوده، بلکه طعم تند داشتند.
ماجون یک خمیر شیرینی تافی شیرین ترکی است که از آماده‌سازی مسیر ماجونو تند به دست می‌آید.

## گیاهان و ادویه جات مورد استفاده
در زیر لیستی از ادویه‌ها و گیاهان مورد استفاده در تهیه خمیر مسیر به همراه نام ترکی آنها آورده شده است:
- فلفل فرنگی (Yeni bahar)
- ریشه خولنجان (Havlıcan kökü)
- انیسون (Anason)
- زیره سیاه (Çörek otu)
- هلیله سیاه (Kara halile)
- فلفل سیاه (Karabiber)
- خولان (Topalak یا Akdiken)
- هل (Kakule)
- کاسیا (Hiyarsenbe)
- Chebulic myrobalan (Kara halile) (Terminalia chebula)
- ریشه چینی (Cop-i cini)
- دارچین (Tarçın)
- میخک (Karanfil)
- نارگیل (Hindistan cevizi)
- گشنیز (Kişniş)
- مکعب (Kebabe)
- زیره سبز (Kimyon) (Cuminum cyminum)
- شکوفه پرتقال خشک (Portakal çiçeği)
- رازیانه (Rezene)
- خسرودار (Havlıcan)
- زنجبیل (Zencefil)
- شکر ایکسیر (Iksir şekeri)
- شکوفه هند (Hindistan çiceği)
- فلفل جاوا (Kuyruklu biber)
- عصاره شیرین‌بیان (Meyan balı)
- ریشه شیرین‌بیان (Meyan kökü)
- ماستیک (Çam sakızı)
- ارزن (Hintdarisi)
- مر مکی (Murrusafi)
- مشکوه (Sümbül)
- دانه خردل (Hardal tohumu)
- پوست پرتقال (Portakal kabugu)
- ریواس (Ravend) (روم پالماتوم)
- زعفران (Safran)
- اسید سیتریک (Limon tuzu)
- سنا (Sinameki)
- زردچوبه (Zerdeçal)
- Udulkahr (Udulkahir)
- وانیل (Vanilya)
- وسمه (Çivit)
- میروبالان زرد (Sarı halile)